# Роберт Ленглендс
Роберт Філін Ленглендс (англ. Robert Phelan Langlands; нар. 6 жовтня 1936, Нью-Вестмінстер, Канада) — канадський математик, найбільш відомий як засновник програми Ленглендса — широкої мережі гіпотез і доведених теорем, що зв'язують теорію представлень, теорію автоморфних форм і теорію груп Галуа. В даний час[коли?] — професор-емерит Інституту перспективних досліджень.

## Біографія
У 1957 році Роберт Ленглендс отримав ступінь бакалавра в Університеті Британської Колумбії, в 1958-му — магістра. Після цього він перейшов в Єльський університет і в 1960 році отримав ступінь доктора філософії До 1967 року він працював в Принстонському університеті, а в 1967—1972 роках — в Єльському університеті. У 1972 році йому було запропоновано посаду професора в Інституті перспективних досліджень, і він залишався на цій посаді до виходу у відставку у статусі професора-емерита у 2007-му.

## Дослідження
Докторська дисертація Ленглендса присвячена здебільшого аналітичній теорії напівгруп, але незабаром після її захисту він почав працювати в області теорії зображень, знайшовши застосування нещодавніх результатів Харіш-Чандри до теорії автоморфних форм. Потім, через кілька років, він побудував загальну аналітичну теорію рядів Ейзенштейна для редуктивних груп довільного рангу. Як додаток до цієї теорії він довів гіпотезу Вейля про числа Тамагави для широкого класу однозв'язних груп Шевалле над раціональними числами.
Як другий додаток, Ленглендсу вдалося довести мероморфну функцію певного класу L-функцій, що з'являються в теорії автоморфних форм. У січні 1967 року він пише листа Андре Вейлю, в якому коротко описує те, що пізніше стали називати «гіпотезами Ленглендса». Вейль передрукував лист, і друкована версія деякий час циркулювала серед математиків, які цікавилися цими темами. Зокрема, у цьому листі вперше з'являється визначення L — групи і так званий «Принцип функторіальності». Завдяки введенню Ленглендсом цих визначень (а також завдяки усвідомленню важливості деяких уже існуючих понять) багато проблем, що здавалися до того нерозв'язними, вдалося розбити на декілька простіших частин. Наприклад, ці визначення сприяли повнішому дослідженню нескінченновимірних представлень редуктивних груп.
Функторіальность — це гіпотеза про те, що автоморфні форми різних груп пов'язані між собою за допомогою відповідних їм L — груп. У книзі, написаній Ленглендсом спільно з Ерве Жаке, представлена теорія автоморфних форм для загальної лінійної групи {\displaystyle GL(2).} У цій книзі доводиться теорема про відповідність Ерве-Ленглендса, що показує, яким чином функторіальность пов'язує автоморфні форми для {\displaystyle GL(2)} з автоморфними формами для алгебр над кватерніонами. Загальна гіпотеза функторіальності ще далека від доведення, проте один її окремий випадок (октаедральний випадок гіпотези Артина, доведений Туннеллом в 1981 році) був початковою точкою для часткового доведення теореми про модулярність, проведеного Ендрю Вайлсом, після чого була доведена Велика теорема Ферма.
З середини 1980-х років Ленглендс почав більше цікавитися проблемами фізики, особливо питаннями перколяції і конформної інваріантності. В останні роки його увагу знову повернулося до теорії автоморфних форм, а саме, до теми, яку називають «ендоскопією».
У 1995 році Ленглендс вирішив опублікувати практично всі свої роботи в Інтернеті. Зокрема, було опубліковано копію його листа Вейлю.

## Нагороди та визнання
- 1972: член Королівського товариства Канади
- 1980: Jeffery–Williams Prize[en]
- 1981: член Лондонського королівського товариства
- 1982: премія Коула
- 1988: Премія Національної академії наук США з математики[en]
- 1996: премія Вольфа (спільно з Ендрю Вайлсом)
- 2000: Велика медаль Французької академії наук
- 2003: докторський ступінь honoris causa від Університету Лаваль[8]
- 2005: Премія Стіла
- 2006: Премія Неммерса
- 2007: Премія Шао (спільно з Річардом Тейлором).
- 2011: іноземний член РАН[6]
- 2012: дійсний член Американського математичного товариства.
- 2018: премія Абеля
- 2019: Орден Канади

## Доробок
- Mit Hervé Jacquet: Automorphic forms on GL (2). 2 Bände, Springer Verlag, 1970, 1972.
- Base change for GL(2). Princeton University Press, 1980.
- Euler products. Yale University Press, 1971.
- On the functional equations satisfied by Eisenstein series. Springer Verlag, 1976.